# 日本の慰安婦

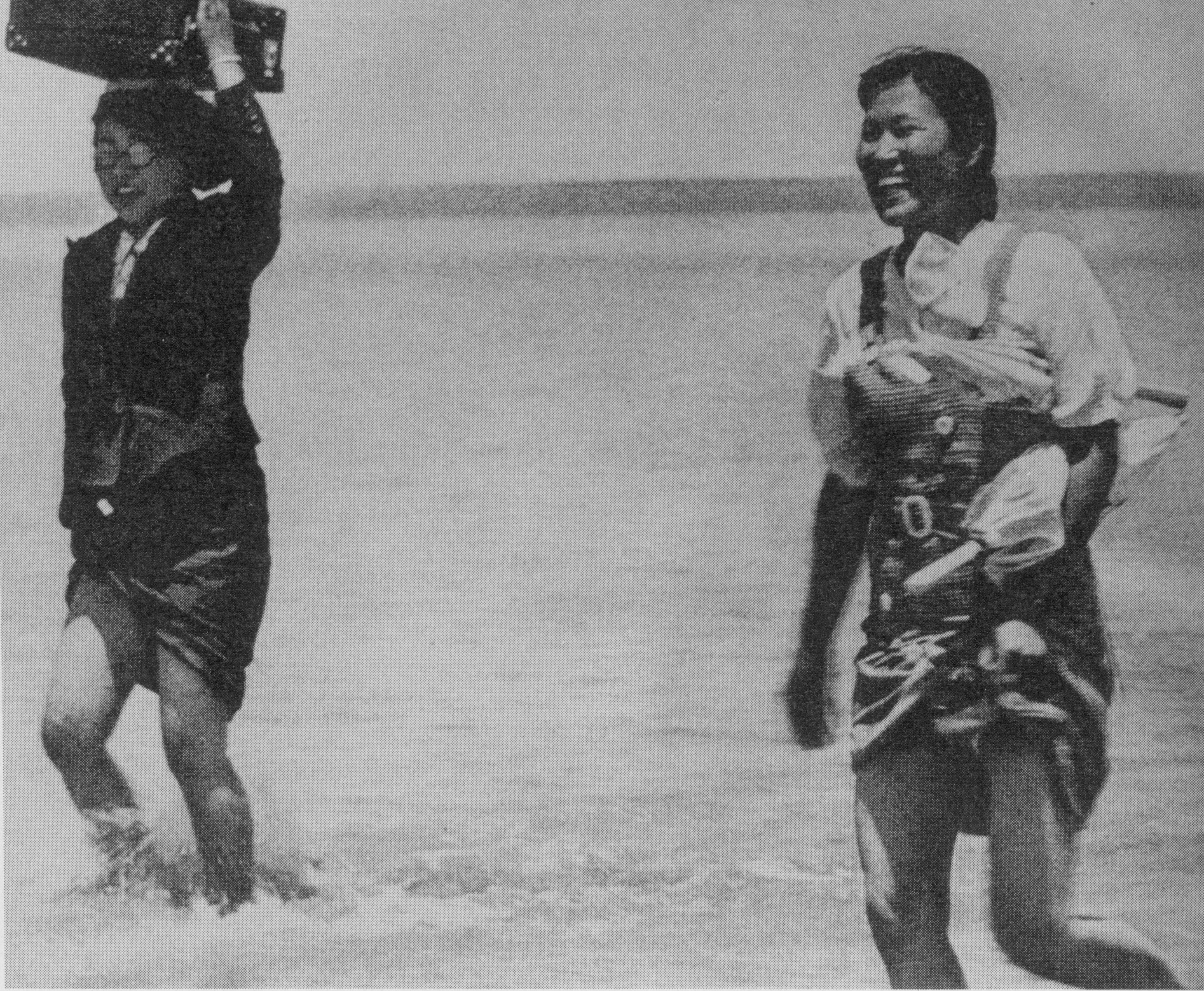
「兵士のあとから河を渡る慰安婦」。

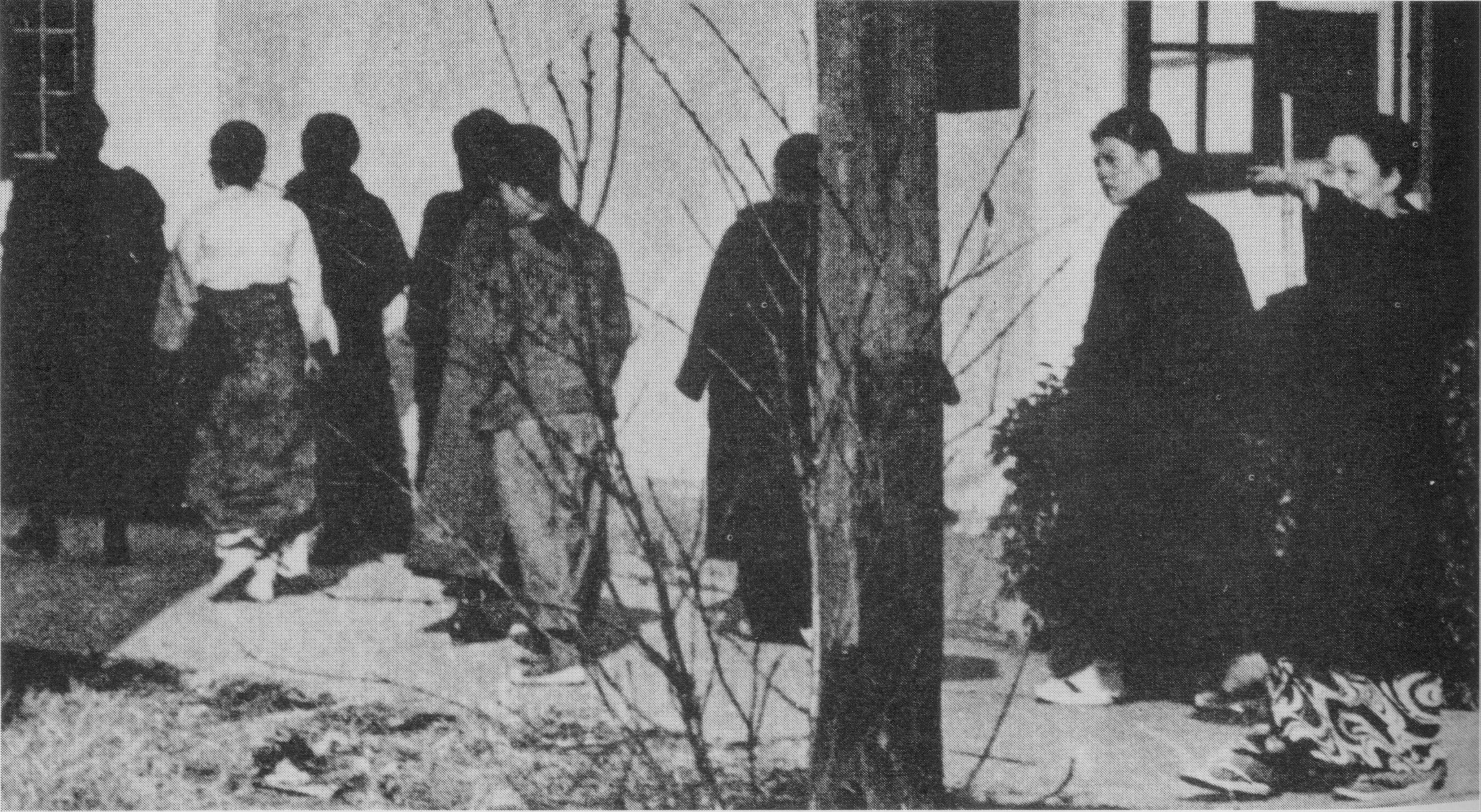
身体検査へむかう慰安婦。1938年1月2日、上海市内。其美路 (後の四平路)、市立沙涇小学 (後の幸福村小学) に集められた一団100余名の彼女たち、その服装にて出身地が判明す。

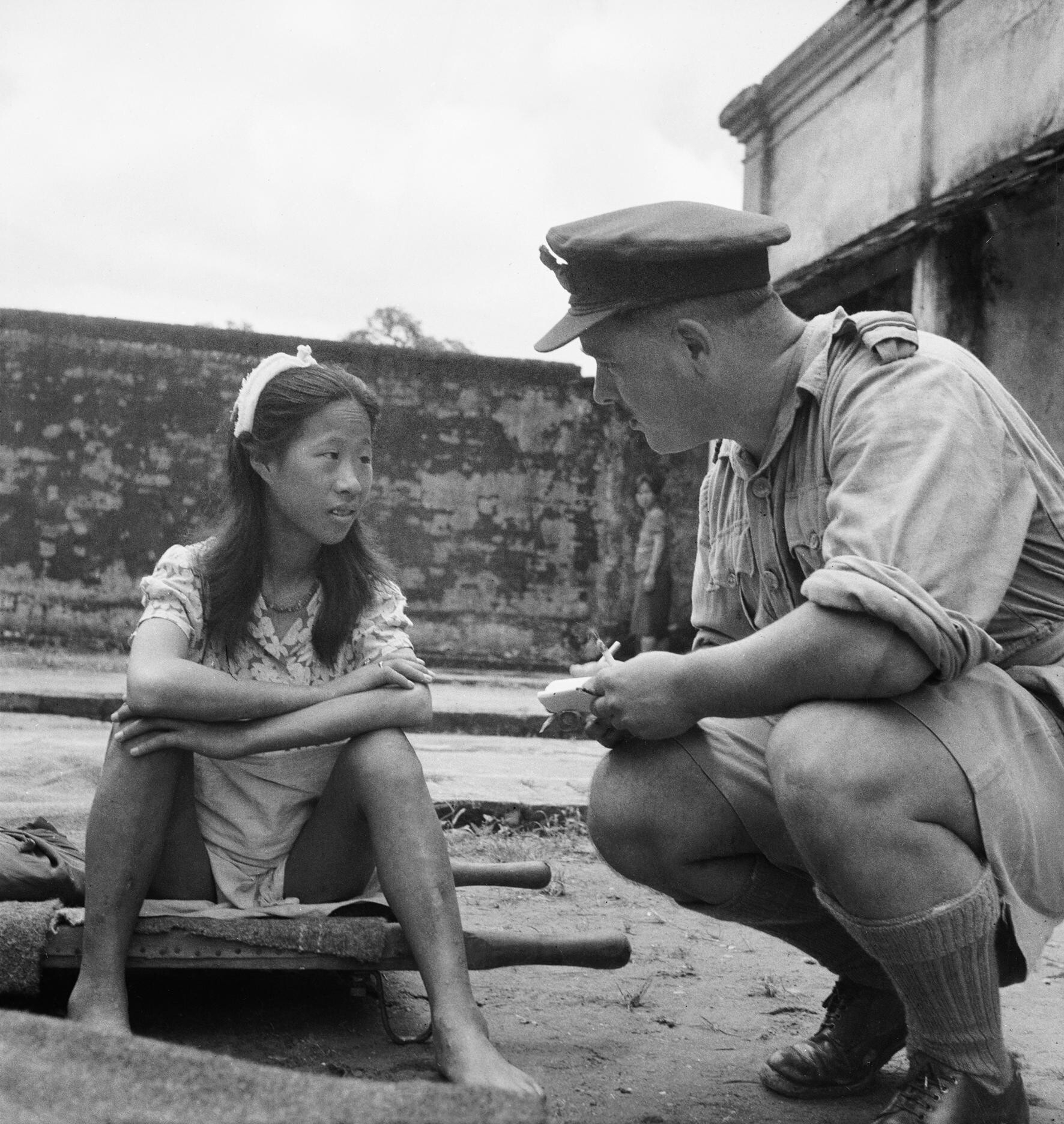
担架の上で座って、尋問を待つ日本軍慰安婦集団の中国人少女。男性は英国空軍中尉。1945年8月8日、ビルマのラングーン（現ミャンマーのヤンゴン）の連合国軍キャンプにて、ティトマス軍曹によって撮影

日本の慰安婦（にほんのいあんふ）は、日本軍の軍用売春宿（慰安所）において性的労働に従事した女性のこと。大日本帝国から、日本人や朝鮮人、台湾人が慰安婦として海外の戦地に赴いた。中国大陸や東南アジアなどの戦地では、現地採用された慰安婦も存在した。慰安婦の総数や民族構成については、諸説ある。

## 慰安婦
軍人に対し売春を行っていた婦女は日本に限らず、韓国、アメリカ、ドイツ、フランスなど多くの国で存在していた。日本以外の国の軍隊の慰安婦については、「慰安婦」を参照。
近代公娼制は、性病対策と軍隊慰安を目的としてフランスで確立し、その後ヨーロッパ各国、アメリカ合衆国や日本にも導入された。

## 慰安婦問題
慰安婦問題にはさまざまな認識の差異や論点があり、日本・大韓民国・アメリカ合衆国・国際連合などで1980年代ころから議論となっている。慰安婦は当時合法とされた公娼であり民間業者により報酬が支払われていたこと、斡旋業者が新聞広告などで広く募集をし内地の日本人女性も慰安婦として採用していたことなどから国家責任はないとの主張がある一方、一般女性が慰安婦として官憲や軍隊により強制連行された性奴隷の例があるとの主張もある。
1990年代に入り、日本政府は、国の道義的責任を認め、謝罪し、半官半民の基金（アジア女性基金）を立ち上げた。アジア女性基金は、元慰安婦に「償い金」を届けると共に様々な支援事業を行い、2007年に解散した。

### 国連などでの慰安婦の扱い
1992年2月25日、NGO 国際教育開発(IED)代表で弁護士の戸塚悦朗が国連人権委員会で日本軍慰安婦問題を取り扱うように要請し、これが国連での初めての慰安婦問題提起であった。

## 慰安婦の総数

### 日本軍の慰安婦
アジア女性基金によれば、慰安婦の総数が分かる総括的な資料は存在せず、慰安婦の総数についてのさまざまな意見はすべて研究者の推算である。推定値は、2万～40万人と幅広いが韓国や国連では20万人説が多い。ただし日本ではこの20万人説について根拠がないとの反論がある（千田夏光#朝鮮人慰安婦強制連行「20万」説を参照）。

### 進駐軍の慰安婦
アメリカ軍を中心とした進駐軍の為に、東京とその近郊で営業した特殊慰安施設協会では、最盛時には7万人の女性が働いていた。

## 慰安婦の民族別割合

### 日本軍の慰安婦
アジア女性基金によれば、日本軍の慰安婦の民族別の割合を確定する統計資料も、存在しない。
ペナン島の潜水艦基地司令部に勤務していた井浦祥二郎は、「わざわざ女性を戦地にまで連れてきたことをかわいそうだ」と感じ、「そのくらいならば、現地女性を慰安婦として募集した方がよかった」という旨を自著で述べている。

### 進駐軍の慰安婦
日本政府は、特殊慰安施設協会の為に「日本女性の貞操を守る犠牲として愛国心のある女性」を募集し、55,000人が集まった。

## 慰安婦の身分
1940年5月7日の閣議決定に基づく「外事警察執行要覧」は、「特殊婦女（慰安婦）」を軍属ではなく、民間人として扱うことと定めている。
1990年代の日本政府の調査によれば、慰安婦について日本軍は、業者が慰安婦らを船舶等で現地に送るに際には、彼女らを特別に「軍属に準じた」取扱いにし、渡航申請に許可を与え、日本政府が身分証明書等の発給を行った:1,14。

### 戦傷病者戦没者遺族等援護法（1952年）
1962年の厚生省（現：厚生労働省）の説明によれば、慰安婦は軍属でないが、敵襲を受けるなどの部隊の遭遇戦で亡くなった場合、戦後制定された戦傷病者戦没者遺族等援護法では、準軍属として扱われている。
1968年、衆議院の社会労働委員会において厚生省の援護局長は、慰安婦について「無給の軍属というふうな身分を与えて宿舎その他の便宜を供与していた」が、1945年の4月以降のフィリピンのように、慰安婦の業務が続けられない状況で戦闘に参加したり兵士の看護をしている間に命を落とした者に関しては、援護法で軍属として処理されたケースがあるものの、慰安婦は軍と雇用関係にあったわけではなく、「援護法の対象者としては、そういう無給の軍属というものは扱っておりません」と説明している。

## 日本の慰安婦の歴史

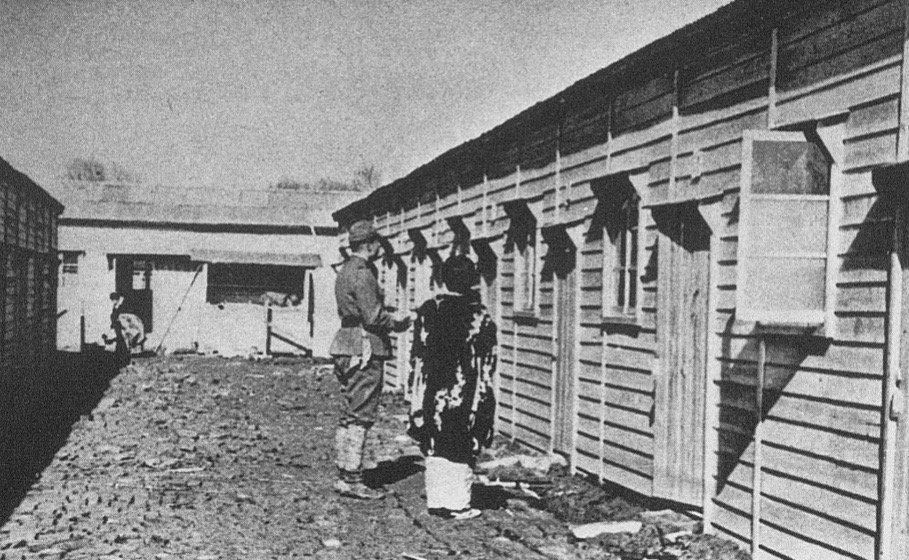
日本軍が中国大陸に設置した慰安所（1938年2月7日撮影）

### 日清戦争から満州事変まで
1901年に軍医の菊池蘇太郎は「軍隊ニオケル花柳病予防法」を発表し、公娼制度の目的は性病(花柳病)予防と風俗頽壊防止を目的としていたと記している。

### 日中戦争（支那事変）
1937年7月7日の盧溝橋事件を端緒とする日中戦争がはじまり、全面戦争に突入する前に日本軍は「野戦酒保規程」を改正して慰安所を造るための法整備を行った。1937年9月29日の陸達第48号「野戦酒保規程改正」には「必要ナル慰安施設ヲナスコトヲ得」と書かれており、慰安所は軍の後方施設として兵站部が管轄することが規定されている。
日本軍は1937年末から大量の軍慰安所を設置し始めた。飯島守上海派遣軍参謀長の12月11日の日記には、中支方面軍から慰安所設置の指示が来た事が書かれている。上村利通上海派遣軍参謀副長も、軍の不法行為が激しいので「南京慰安所の開設において第二課案を審議す」（28日）と書いている。現地軍最高司令部であった中支那方面軍から指示が飛び、取り急ぎ各軍が南京攻略後の駐留地で憲兵に指示して慰安婦を集めさせ慰安所を開設した。内地や朝鮮半島から呼び寄せた記録もある。1937年12月21日の在上海日本総領事館警察署長が「皇軍将兵慰安婦女渡来ニツキ便宜供与方依頼ノ件」を出し、前線での慰安所設置が報告された。
強姦の多発により、慰安所の設置を急いだことが『飯沼守上海派遣軍参謀長の日記』『上村利通上海派遣軍参謀副長の日記』『北支那参謀長通牒』などの史料から分かる。また小川関治郎の陣中日記の1937年12月21日条には「尚当会報ニテ聞ク 湖州ニハ兵ノ慰安設備モ出来開設当時非常ノ繁盛ヲ為スト 支那女十数人ナルガ漸次増加セント憲兵ニテ準備ニ忙シト」との記述が見られる。
なお、1970年刊行の『縮刷 読売新聞の重要紙面』では、欄外の小欄「戦後史」において、女性を「現地調達」した占領軍と対比して「軍隊のあとには女が行進する、というが、日本軍は南京大虐殺のあと、現地民との摩擦をさけるために慰安婦を連れていった」という記述がある。

#### 慰安婦として内地から中国へ渡航する婦女の取扱
1938年2月18日に起案され、2月23日に内務省警保局長より各庁府県長官に宛てて「支那渡航婦女の取扱に関する件」（内務省発警第5号）が通達された。この通達では内地（植民地以外の日本国内）から中国に渡航させる慰安婦は、満21歳以上の現役の娼妓や醜業を営む女性に限定し、身分証明書の発行の際には、婦女売買または誘拐などがないかよく注意することや、募集に際し軍の名を騙ったり、虚偽や誇大な広告宣伝をする者を厳重に取り締まるよう命じている。

#### 日本軍から内地への慰安婦の要請
1938年11月4日には南支（南部中国）派遣軍古荘幹郎部隊参謀陸軍航空兵少佐 久門有文及陸軍省徴募課長より内務省に対して慰安婦要員約400名と、身元が確かで慰安所経営ができる引率者（雇い主）の要請があり（支那渡航婦女に関する件伺）、内務省警保局（現在の警察庁に相当）はこの要請に応じて大阪、京都、兵庫、福岡、山口の各知事宛に計400名を割り当て、極秘扱いで華南に渡航させるよう命じた（南支方面渡航婦女の取り扱いに関する件）。

#### 支那事変の経験より観たる軍紀振作対策
1940年9月19日、『支那事変の経験より観たる軍紀振作対策』を各部隊に配布。この中で兵舎の設備改善と慰安の諸施設を求めて、特に性的慰安所は「志気の振興、軍紀の維持、犯罪及び性病の予防等に影響する」と説いている。

### 太平洋戦争（大東亜戦争）
1941年12月8日、日本軍による真珠湾攻撃で第二次世界大戦（大東亜戦争/太平洋戦争）勃発。
- 1941年刊行（推定）清水一郎陸軍主計少佐編著『初級作戦給養百題』（陸軍主計団記事発行部『陸軍主計団記事』第三七八号附録）第一章総説に、師団規模の部隊が作戦する際に経理将校が担当する15項目の「作戦給養業務」が解説され、「其他」項目の解説に以下の任務が列挙されている[43]。

1 酒保ノ開設
2 慰安所ノ設置、慰問団ノ招致、演藝會ノ開催
3 恤兵品ノ補給及分配
4 商人ノ監視
- 1942年9月3日の陸軍省課長会報で倉本敬次郎恩賞課長は「将校以下の慰安施設を次の通り作りたり」としてその結果を報告した。それによると、設置された軍慰安所は、華北100、華中140、華南40、南方100、南海10、樺太10、計400ヶ所であった。

オランダ領東インド（インドネシア）で日本軍統治時代、敵性の疑いがかけられたオランダ系住民が多数、収容所に入れられたが、その収容者らが女性を慰安婦として出すよう要求された。拒否し抜いた収容所もあったものの、幾つかの収容所は女性を出した。これは食糧も十分に提供されず、飢餓的状況にあった収容所もあって、生き延びるために不本意ながら応じた女性がいたためとも言われる。インドネシアについては、戦後も長らく欧米人被害を中心に語られることが多く、それに比べれば、現地住民に対する慰安婦狩りや現地に連れてこられた朝鮮人慰安婦の被害については取上げられる事は少ない。しかし、作家プラムディア(後のマグサイサイ賞受賞作家)がスハルト政権下でブル島に政治犯として流刑にされたことをきっかけに、その島で日本軍がかつて外部のジャワ島から少女ら(十代半ばだったとされる)を留学させると称して連れ出し、ブル島に監禁、慰安婦とし、敗戦後は少女たちを島に置き去りにしたまま去っていたことを知って調査報告した著作や、山田盟子の著作等がある。

## 呼称
秦郁彦は、「慰安婦」という語は逐次広まったものであり、公式用語として定着したものではないとしている。公娼制下の日本では、強制（性病）検診の対象者を「芸妓、酌婦、娼妓」の3つに区分したが、1940年頃の中国に渡航する慰安所関係の公文書を見ても、「慰安婦」の範囲基準は明らかではなく、慰安所に入ったあとに慰安婦と呼びかえられたと考えられている。

### 陸軍
日本陸軍最初の慰安所とされる上海派遣軍の慰安所の規則（1932年）には、慰安所を「軍娯楽場」、性的接客をする女性従業員は「接客婦」と表記されており、戦時中の公文書には、この他にも「酌婦」「稼業婦」「稼業婦女」「従業婦」や「特殊慰安婦」、また売春を「醜業」と呼ぶ事から「醜業婦」といった表記が見られる。「慰安婦」という言葉は、むしろ少ない。
軍人は慰安婦のことを俗に「ピー」（英語のprostituteの略だとも、中国語で女陰を表す言葉だとも言われる:68）、慰安所のことを「ピー屋」と呼んでいた。

### 海軍
海軍の公文書では「特要員」の名が使われたが、これも完全に普及した言葉ではなかったと見られる。

### 戦後
戦後、慰安婦問題が表面化した頃から「従軍慰安婦」という呼称が広まったが、その後「従軍慰安婦」という呼称に疑義が呈され、日本の外務省やアジア女性基金、NHKなどでは「いわゆる従軍慰安婦」などと呼ぶようになった。現在は一般的に「慰安婦」と呼称されている。
「慰安婦」という言葉は実態を反映していないとして、「日本軍性奴隷」という用語を使用したり、慰安婦を括弧付きで使用している例もある。
「追軍売春婦」と表現する者もいる。

### 「従軍慰安婦」
「従軍慰安婦」とは戦後に生まれた言葉である。1960年5月1日に発行された『映画情報』内「今月のスクリーン便り」に掲載された『新・二等兵物語 敵中横断の巻』（松竹）の紹介文では「今回は舞台を日支事変最中の中支最前線にとり、お馴染み伴淳、アチャコの二等兵コンビが、支那軍に逮捕され、部隊からも見放された従軍慰安婦たちを生命をかけて救出するという異色の女と兵隊を描いたもの」と書かれている。また、千田夏光が1973年に出版した著書『従軍慰安婦』で、本のタイトルとして使用された。
慰安婦問題が政治問題となって、この呼称が広まったが、戦時中にはなかった言葉であり、誤解を生むとしてこの言葉の使用に反対する声がある一方で、引き続き使用すべきだという意見もあり、議論になった。（詳しくは「日本の慰安婦問題」を参照）

### 「性奴隷」
正義連や関連団体が海外向けメディアアピールの中で使用する「性奴隷」という表現について、長年活動してきた元慰安婦は、不適切だと批判している。
モナシュ大学の高銘（Ming Gao）は、2010年代以降、「慰安婦」の代わりに「性奴隷」を使用するという国際的な支持は高まっているとしている。

### 韓国での呼称
現在韓国では、日本軍の慰安婦について「위안부（慰安婦）」としていることが多いが、韓国最大の慰安婦支援団体は、慰安婦と太平洋戦争中に勤労動員された女子挺身隊を混同し、2018年まで自らの団体名を「韓国挺身隊問題対策協議会」（挺対協）としていた。（詳細は「女子挺身隊#朝鮮での「挺身隊」と「慰安婦」の混同」参照）
韓国では、朝鮮戦争時に韓国軍と国連軍の為に「慰安隊」が組織されており、「慰安婦」という言葉は、1980年代まで主に米軍や国連軍の慰安婦を指していた。しかし1990年代に日本との問題が大きくなってからは、「慰安婦」という言葉は、日本軍の慰安婦に対して使われるようになり、米軍・国連軍の慰安婦に対しては使われなくなった。（「韓国軍慰安婦」参照）

### 英語圏での呼称
英語圏では、「慰安婦」を直訳した「Comfort Woman」という呼称 が用いられている場合が一般的である。
1944年の日本人戦争捕虜尋問レポート No.49では（日本軍）「慰安婦」"comfort girl"とは軍人のために軍に所属させられた「売春婦」(prostitute)もしくは「職業的野営随行者」(professional camp follower) と記載されている。
1945年のタイム誌とニューズウィーク誌では comfort girls と訳している。
2020年代以降の報道では「Sex slave」と表記されることもある。

## 慰安婦の募集

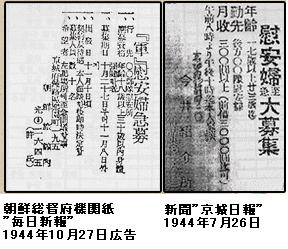
『京城日報』（1944年7月26日付）
「慰安婦至急大募集」
年齢 17歳以上23歳まで
勤め先 後方○○隊慰安部
月収 300円以上（前借3000円まで可）
『毎日新報』（1944年10月27日付）
「軍慰安婦急募集」
行先 ○○部隊慰安所
応募資格 年齢18歳以上30歳以内身体強健女性
募集期日 10月27日より11月8日
契約及待遇 本人面接後即時決定
募集人員 数十名
希望者 左記場所に至急問議の事
京城府鍾路区樂園町195 朝鮮旅館内光③2645（許氏）

日本政府の説明によれば、慰安婦の募集は、多くが民間業者によって行われ、軍はそれらの取り締まりや衛生等の管理に直接・間接的に関与した。
日本国内（内地・朝鮮）では、慰安所の経営者や仲介業者が、当時の一般的な接客業婦の募集方法と同じやり方で慰安婦を募り、戦地へ引率した:52,53。その際、「軍慰安所従業婦等募集に関する件」に見られるように、就業詐欺に類する事案も発生し、軍や政府は幾度か業者の選定について注意勧告を行っている。

### 内地での慰安婦の募集
日本国内では、1938年2月23日の内務省発警第五号の「支那渡航婦女ノ取扱ニ関スル件」 により、慰安婦は、事実上醜業（売春）を営み、満21歳以上の伝染病なき者に募集を限定し、身分証明書を発給していた。また、発給の際には本人自らが警察署に出頭すること、親または戸主の承認を得ること、婦女売買や略取誘拐などの無きよう調査すること、正規の許可などの無い募集周旋は認めない事などが取り決められていた。
なお、公娼の年齢制限は、内地で18歳以上、朝鮮・台湾で17歳であった。
1937年から翌38年にかけて内地の売春斡旋業者の取り締まりに関する通達等が多数出された。1937年（昭和12年）8月31日には外務次官通牒「不良分子ノ渡支ニ関スル件」が出され、斡旋業者の取り締まりについての注意命令が出された。
- 1938年1月19日付群馬県知事発内務大臣・陸軍大臣宛「上海派遣軍内陸軍慰安所ニ於ケル酌婦募集ニ関スル件」 と同年1月25日付高知県知事発内務大臣宛「支那渡航婦女募集取締ニ関スル件」、同日付山形県知事発内務大臣・陸軍大臣宛「北支派遣軍慰安酌婦募集ニ関スル件」[24] などでは、警察から「皇軍ノ威信ヲ失墜スルコト甚タシキモノ」とされた神戸の貸座敷業者大内の言葉として、「上海での戦闘も一段落ついて駐屯の体制となったため、将兵が現地での中国人売春婦と遊んで性病が蔓延しつつあるので3,000人を募集した」とある[24]。業者大内によれば、契約は二年、前借金は500円から1,000円まで、年齢は16歳から30歳迄としている[23]。
- 1938年2月7日付和歌山県知事発内務省警保局長宛「時局利用婦女誘拐被疑事件ニ関スル件」によると、1938年1月6日、和歌山田辺で、支那（中国）で慰安婦に就職しないかと勧誘した挙動不審の男らが誘拐容疑で逮捕された。男らは軍の命令で募集していると称していたので、和歌山県刑事課長は長崎県外事警察課に問い合わせ、その回答である38年1月20日付文書には「皇軍将兵慰安婦が渡来するので便宜供与をしてください」という依頼文が添付されている[24]。この公文「皇軍将兵慰安婦女渡来ニツキ便宜供与方依頼ノ件」（在上海総領事館警察署発長崎県水上警察署宛、1937年12月21日付）には、「稼業婦女（酌婦）募集ノ為本邦内地並ニ朝鮮方面ニ旅行中ノモノアリ」とも記録されている[24]。
- 1938年2月14日には茨城県知事から内務大臣・陸軍大臣宛「上海派遣軍内陸軍慰安所ニ於ケル酌婦募集ニ関スル件」、翌2月15日には宮城県知事発内務大臣宛でも同名の通達がなされている[24]。

#### 内地での慰安婦募集上の注意

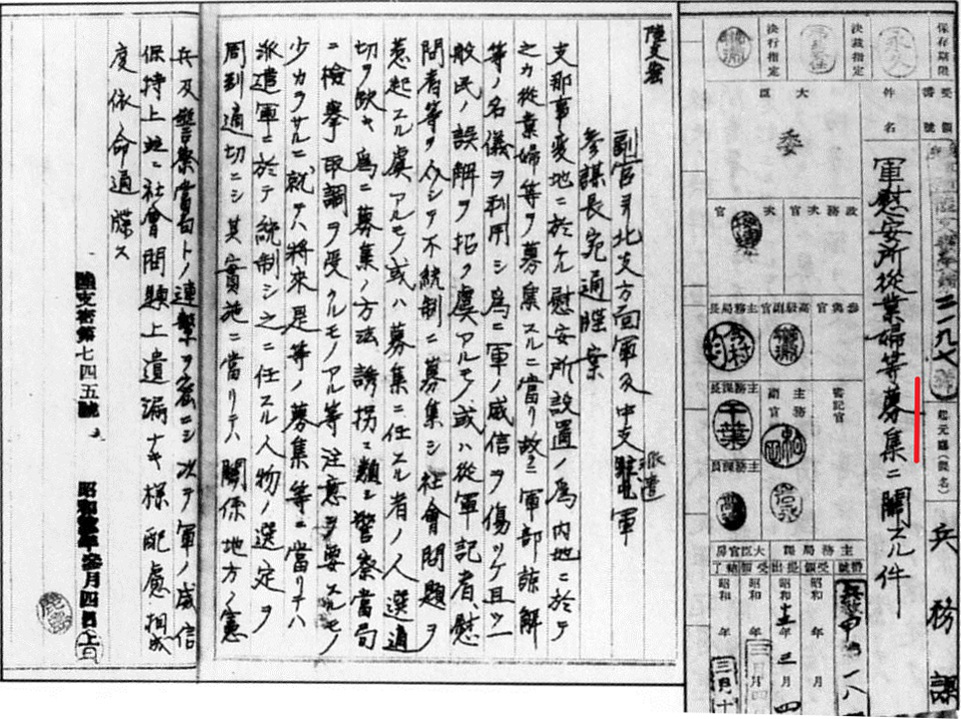
「軍慰安所従業婦等募集に関する件」

1938年（昭和13年）3月4日、「支那渡航婦女の取扱に関する件」に応じて陸軍省 兵務局 兵務課はに「軍慰安所従業婦等募集に関する件」（陸支密第745号）を発令した。この通達は、北京近郊で慰安所を設置するために内地（植民地以外の日本国内）で慰安婦を募集した者が、軍の名義を利用したり、誘拐のような方法で集め警察に検挙取締りを受けたため、今後は派遣軍が募集する者の人選を適切にし、軍の威信を保ち社会問題を引き起こさないよう依頼したものである。

### 朝鮮半島での慰安婦の募集
- 1944年に、当時の朝鮮の最大手の新聞『京城日報』（7月26日付）が「慰安婦至急募集」との紹介業者の広告を掲載。300円（京城帝国大学の卒業生の初任給75円の約4倍に当たる）以上の月収と記載されていた。また 朝鮮総督府の機関紙『毎日新報』（10月27日付）の「軍慰安婦急募集」との紹介業者の広告では行き先は部隊の慰安所であると明記されている。
- 「行先 〇〇部隊慰安所」と書かれた朝鮮の新聞の募集広告も残されている[78]。 シンガポールなどでも、新聞広告で募集した例がある[注 13]
- 太平洋戦争の生き残りの兵士として知られる小野田寛郎は、1940年前後に商事会社の漢口（現・武漢）支店に勤務していた時代に、朝鮮半島では悪徳詐欺的な手段で女を集めた者がいると言う話をしばしば聞いたという[81]:145。
- 1944年に米軍がビルマに於いて捕虜にした朝鮮人慰安婦20名及び慰安所経営者の日本人夫婦2名から聞き取り調査をし作成した日本人戦争捕虜尋問レポート No.49があり、その募集の項に、日本の斡旋業者が就労詐欺により朝鮮人女性を集めていたとの記載がある。

### 台湾での慰安婦の募集
台湾軍が南方軍の求めに応じて「慰安婦」50人を選定し、その渡航許可を陸軍大臣に求めた公文書「台電 第602号」がある。

### 戦地での慰安婦の募集
中国や東南アジアなど日本軍の占領地では、軍人が地元の有力者に協力を呼び掛けて慰安婦を集めることもあった:106。もともと慰安所は、住民に対する非行を防止する目的もあって設置されたが、占領軍という立場上、（軍の方針に反し）住民に対し強制力が働いたケースもあったはずだという指摘もある。

### 慰安婦の強制連行
1990年代、韓国の英文学者、尹貞玉が、数万人の日本統治時代の朝鮮人女性が日本政府により女子挺身隊の名目で徴用され慰安婦として戦地に送られたとして、日本政府に真相解明を要求したが、日本政府の調査では、このような事実は確認出来ていない。秦郁彦は、膨大な数が存在するはずの行政文書が一つも見つからないことなどから、この話に否定的であり、韓国の李栄薫も、日本の朝鮮総督府が慰安婦を動員したことを示す証拠はないとしている。
この当時、元労務報国会の動員責任者を名乗る男性（吉田清治）が、陸軍省の決定で朝鮮人慰安婦の徴用（強制連行）を行ったと証言しており、朝日新聞社の報道などによって注目されていたが（朝日新聞の慰安婦報道問題）、のちに同社は「吉田証言」を虚偽と判断し、一連の記事を撤回した
一方、吉見義明は、慰安婦の強制連行を史実だとしている。尹貞玉と吉見は、日本政府が資料を焼却したり非公開にしているためであるか、あるいは戦後に進駐軍向けに公娼施設であるRAAを作った際に外聞を憚って全て口頭の指示で行うよう命令していることから同様に文書で指示した可能性が少ないと説明している。

#### 強制連行
1950年代に生まれた言葉で、戦時中の国家総動員法（国民徴用令ほか）に基づく労務動員を意味する言葉とされる。韓国では「強制動員」とも言う。日本政府は、慰安婦は徴用の対象ではなかったとしている。（「強制連行」参照）

#### 女子挺身隊
女子勤労挺身隊とは、主に工場などでの労働に従事する女性を指す。太平洋戦争の末期、女子挺身勤労令が出され、日本人女性が、工場などへ動員された。国民の義務として動員されたのは日本人（内地人）だけで、朝鮮半島（当時の日本領）においては女子挺身勤労令は発令されなかったとされる。（「女子挺身隊#朝鮮での「挺身隊」と「慰安婦」の混同」参照）

#### 吉田証言
吉田清治は、太平洋戦争中、県知事や軍の命令を受け朝鮮人女性を徴用し慰安婦として戦地に送ったと、著書で告白。証人として裁判でも証言した。現在では、吉田の証言は作り話だったとされる。（「吉田清治 (文筆家)#慰安婦の強制連行に関する証言（吉田証言）」参照）

## 契約
ジョン・ラムザイヤーによれば、慰安所と慰安婦との間で交わされた契約は、基本的に日本（朝鮮）国内と同じであったものの、戦地特有のリスクが反映されていた。最大の違いは契約期間で、内地（日本）では一般的に6年、朝鮮では3年だった公娼の契約期間が、戦地ではおおむね2年で、前払い金（前借金）も高額だったとラムザイヤーは述べている:6。ただし、これは旧日本人（内地人、朝鮮人）の場合で、中国や東南アジアで雇用された現地人の場合、日本軍部隊が移動すると慰安所が閉鎖されるため、雇用期間は短かった:84,88。
韓国の経済史学者李榮薫は、契約期間は通常2年間であったとし、ただし船便が途絶える場合などもあり、相当数の慰安婦は2年間というわけには行かなかったと述べている。

## 慰安所
日本軍の軍用売春宿を「慰安所」という。

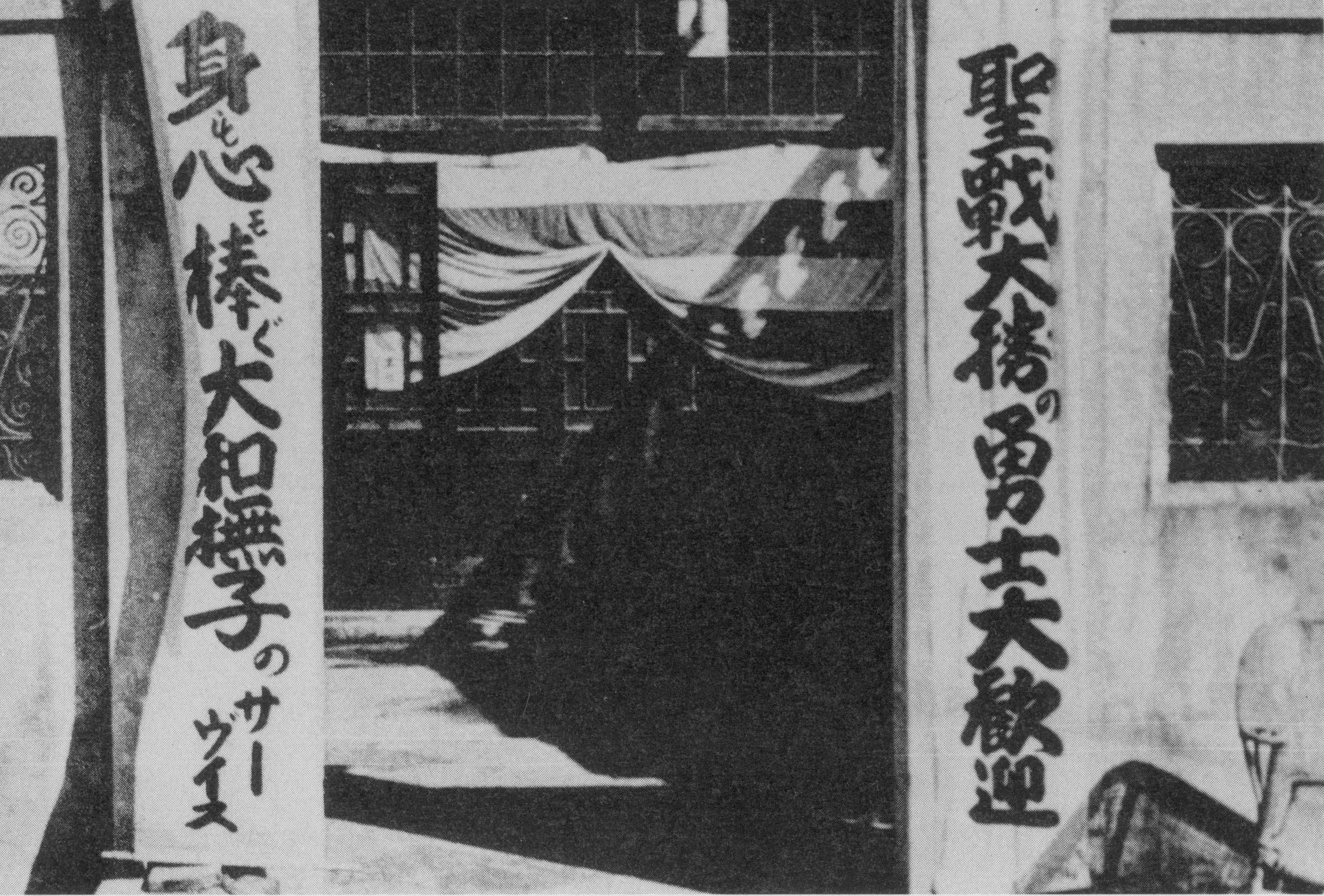
上海市郊外の江湾鎮の慰安所。「聖戦大勝の勇士大歓迎」「身も心も捧ぐ大和撫子のサーヴイス」と書かれている。

日本政府の調査によれば、日本軍の慰安所は、沖縄、中国、フィリピン、インドネシア、マラヤ（現：マレーシア）、タイ、ビルマ（現：ミャンマー）、ニューギニア、香港、マカオ及びフランス領インドシナ（当時）に設置されたことが確認されている。これらは日本軍の要請により民間業者によって運営され、その数は約400箇所であったとされる。

### 慰安所の朝鮮人管理人の日記
2000年に韓国で発見された朝鮮人の慰安所管理人（帳場人）の日記には、慰安婦の渡航や廃業に関する申請手続き、健康診断や出産、預金、送金などの情報が記載されていた。

## 慰安婦の収入
当時の日本国内の娼婦と比べ高給を得ていたという説や、インフレや送金制限の為、慰安婦の収入は乏しかったという説があり、論争になっている。詳しくは「日本の慰安婦問題#慰安婦の収入をめぐる論争」以下を参照のこと。
「慰安所管理人の日記」によると、多くの慰安婦は自分の貯金口座を持っており、管理人は、慰安婦たちの求めに応じ、彼女たちの収入を預金したり朝鮮に送金していた。
日本軍を相手とした場合は兵士が支払った料金の半分以上が女性の手取りとなり、残りが業者のものとなった。
文玉珠のように、5000円になる金額を兄に送ったなどの例もある。しかし、慰安所によっては慰安婦に給与が無い場合もあったという意見もある。
一次資料としては、以下のようなものがある。
- 米軍の日本人戦争捕虜尋問レポート No.49（1944年）。このレポートによると、慰安婦らは月平均で1500円の総収益を上げ、750円を経営者に返済していた。

- 米軍ATISの調査報告書No.120 （1945/11/15）では、慰安婦の売り上げ(gross)は最高1500円、最低300円/月で慰安婦は経営者に最低150円/月は支払わなければならなかったとの証言記録がある[要出典]（当時の日本兵の月給は二等兵で6円、少尉で70円、大将で550円[114]。

### 慰安婦の貯金
元慰安婦の文玉珠は、1992年に日本を訪れ、慰安婦時代にビルマで貯めた郵便貯金の払い戻し請求訴訟「軍事郵便貯金訴訟」を行った。郵便局の調査で、文の預金残高が2万6145円であることが判明した。当時は、千円で故郷の大邱に家が一軒買えたとされる。文は、これとは別に、5,000円を実家に送金していた。
外地でのインフレが、慰安婦の生活や貯金にどのような影響を与えたかについては、様々な見解がある。また送金に制限があったという説、なかったという説がある。（「日本の慰安婦問題#慰安婦の収入をめぐる論争」参照）
- 李榮薫は、中国漢口の日本人女性130名と朝鮮人女性150名が在籍していた慰安所では、慶子という名前の朝鮮人慰安婦がおり、すでに3万円を貯めたが5万円になったら京城（ソウル）で小料理屋をもつことを夢見ているとの彼女の話が司令官に伝わり「なんとたいしたオナゴであるか」として表彰されたとしている[104]。
- 戦時中に木更津から朝鮮までの送金を慰安婦に頼まれたラバウル海軍爆撃隊兵士は、200円を送金したが「山梨県の田舎なら小さな家が一軒建てられる」と思ったと証言している[119]。

- 1938年から終戦まで中国北部で兵士として服務し、戦後作家になった伊藤桂一は、慰安婦達の相談係のような役目もしたといい、自身が見た慰安婦については「借金を返済し、結婚資金を貯え、結婚の際の家具衣装箱も充分用意していた。」として生活は「かなり恵まれていた」と述べている[120]。

## 慰安婦の生活状況

### 休日と外出制限
1932年までの郭（くるわ）内の公娼（集娼制）では遊女は外出はできない状況にあったが、慰安婦の外出制限も、地域によって違いはあるが同様に厳しいものであった。
慰安婦の休日は無しか、月1回、一日の就業時間と休日が厳守された。日本軍が住民に嫌われていたと言われる中国・フィリピンなどでは、開業前や休日でも出歩ける範囲に制限があったり、監視警備区域内に住まわせられていた。現在の中国湖北省 武漢市にあった漢口特殊慰安所は日華混在地区にあり、慰安所の前に歩哨と憲兵がいたという。
慰安婦の多くは地元から遠く戦地へと派遣されていた場合が多く、そのような場合は、事実上慰安所から逃亡することはほぼ不可能であった。許可制により外出が認められていた場合はあるが、多くの場合軍機密の保持や安全上の必要などから制限を課されていた。（文玉珠は主計将校と偽の結婚の約束をして、結婚前の準備のため家に帰るとして中国の慰安所から朝鮮の家までの通行許可証を得ることで慰安所を脱走したという）
ビルマ中部のマンダレーでは、経営者の証印がある「他出証」を携行すれば休日の外出は可能で、インドネシアのセレベス島の場合は、全て原住民系慰安婦で休養のための外出が自由だった。国内と違って占領地の軍隊専属であったため、部隊移動にともなう繁忙・閑散期の差は大きかった。
ビルマに出征した古山高麗雄は、慰安婦の中には金銭に余裕のある者もおり、買い物が出来たので、兵士が煮干しを食べている時でも卵や鶏肉を現地で購入して食べていた。束縛はあったが兵士より自由だったのではないかと当時を振り返っている。
米軍の日本人戦争捕虜尋問レポート No.49によれば、ビルマのミッチーナにおける慰安婦の生活環境は、買い物や外出などが可能で、比較的良好であり、将兵と共にスポーツ、ピクニック、娯楽、社交ディナー等、蓄音機も楽しんだ。慰安婦らは個室を与えられ、接客を断る自由もあったという。

### 仕事の状況
歴史学者の秦郁彦は、慰安婦は公娼より報酬の条件がいい 一方で、戦地であることや酔った兵の横暴にさらされやすかったなどの危険が、内地の低級娼婦よりも多かったと見ている。
金冨子によると、日本兵の休日の慰安が他にないこと、相対的に慰安婦の数が少ないことなどから、1人の慰安婦に少ない時で一日10人程度、多い時は数十人の兵士が詰めかけた。
『アジアの声（第11集）私は「慰安婦」ではない』によると、元慰安婦らの証言では、そのような場合でも慰安婦に拒否する自由はほとんど与えられておらず、体調にかかわらず兵士の相手をしなければならなかった。
港に船が入ったときは娼館は満員となり、慰安婦は一晩に30人の客を取った時もあった。現地人を客にすることは一般に好まれず、ある程度接客拒否ができたようである。しかし、月に一度は死にたくなると感想を語り、休みたくても休みはなかったという。
暴行：証言が得られる朝鮮人慰安婦の場合、多くが軍人・業者からの暴行があった事を明らかにしている。暴行は彼女たちが性交を拒否した場合が多く、また軍人の飲酒によるものも多い。証言したほとんどの慰安婦が未成年で、自分の意志で慰安所に来たものではないため起きた状態であろうと尹明淑（日本の軍隊慰安所制度と朝鮮人軍隊慰安婦）は推定している。
山田盟子は、沖縄で兵士らが行列し、１人当たりの時間が通常数十秒程度で済ましていたこと、５分もかかっているとその兵士を古参兵が首根っこをつかんで引きずり出していたことを報告している。
水木しげるは、ラバウルでの回想で彼自身も並んでみたことがあるものの、あまりの長蛇の列で自分にまで順番が回ってきそうにないので、ついに諦めたことを書いている。

## 医療
「慰安所管理人の日記」によると、慰安婦たちは妊娠すれば休職し、定期的に性病検査を受けていたという。
主として軍が作成した慰安所規程において、慰安婦との性行為の際には避妊具（当時は「サック」と呼ばれた）の使用が義務づけられていたが、守ろうとしない兵もいて元慰安婦の中には、慰安所での性行為によって妊娠した人もいるとしている。
軍の慰安所では、軍医の検診があり、性病と診断されると働くことができなかった。そのため、淋病を誤魔化すために、経営者が検査前に少しでも膿を絞り出しておくといった手段をとっておくことがあった。一方では、性病に限らず、病気で働けなくなると、お詫び奉公として休んだ数倍もの日数を経営者のためにただ働きしなければならない慣習が押し付けられていた地域があったことも知られている。
- 朝鮮人慰安婦の証言[誰?]によると生理の時も休むことは許されていない[122][要ページ番号]。

- 元慰安婦の金徳鎮は毎日の性交の回数が数十回に及んだ結果、「女達の中には性器がひどく腫れあがって出血していた人もいました」と証言している[134][135]。

- 元慰安婦の李英淑は「私は軍人を相手にすると何度も性器がパンパンに腫れ上がりました。そうなったら病院に行くのですが下腹が張り裂けんばかりに痛みました。（中略）私は何度も性器が腫れて1年に3、4回は入院しました」[要出典]と回想している[122][134]。

- 米軍の日本人戦争捕虜尋問レポート No.49によれば、慰安婦には、避妊用具が支給され、軍医による週一回の検診などで彼女らの健康状態は良かったという。

### 兵士との関係
- 元兵士の伊藤桂一は、慰安婦らは「ときには性具のように取扱われはしても、そこにはやはり連帯感のつながりがあった。だから、売りものに買いもの、という関係だけではない、戦場でなければ到底持ち得ない、感動のみなぎる劇的な交渉も、しばしば持ち得たのである」と述べ、当時の兵士と慰安婦たちの人間的な交流があったエピソードを紹介している[136]。
- 当時の民族差別感情から、慰安婦の中でも朝鮮人慰安婦に対してしばしば酷な扱いがなされた可能性がある。ビルマでの朝鮮人慰安婦について、ある町の慰安婦について、彼女ら自身が兵士とともに自決することを申し出たと主張する話がある一方で、実際にはこれは、慰安婦としての仕事に加えてさんざん看護婦代わりや水運び等にも利用した挙句に兵士らの自決に先立って殺害されたのだというのが真実だとする話を伝える生存兵士もいる[137]。また、中国との南方最前線で玉砕を前にした日本兵による慰安婦の集団殺害を、国民党軍が目撃し、辛くも逃げることに成功した慰安所の女経営者を保護し、従軍していた中国人ジャーナリストが彼女の語る内容を報道している[138]。
- 歴史学者の吉見義明は、兵士から見れば慰安婦は血なまぐさい戦場で、身近の唯一の女性であり、恋愛を含めた心の交流があったと話す場合が多いが、元慰安婦の証言からはそうした状況はまったく違って述べられているという。慰安婦側から見れば、愛想良く対応しないと殴られる、兵士の求めるような形で応対する事で少しでも楽に「仕事」を済ましたい、将校と仲良くなることで少しでも待遇をよくしてもらいたい、という動機であるとしている[139]。
- 1944年の米国戦争情報局心理作戦班報告によればビルマのミッチーナーの慰安所では、日本の軍人からの求婚もあり、実際に結婚したもケースも報告されている[101]。このほか、酒に酔った兵に脅された例、逆に刀を刺してしまった例、無理心中させられそうになった例、慰安婦に頼まれて自由にする金を横領した主計将校など様々な逸話がある[要ページ番号][17]。

### その他
吉見義明によると、地域の状況を問わず、軍の進出に伴い、兵士が存在する地域には慰安所が設置されていったため、慰安婦が前線基地に派遣される場合も多く、そのため、慰安婦が空襲や爆撃の被害を受けたこともあった。

### ビルマのミッチーナーでの慰安婦の状況（米軍報告書による）

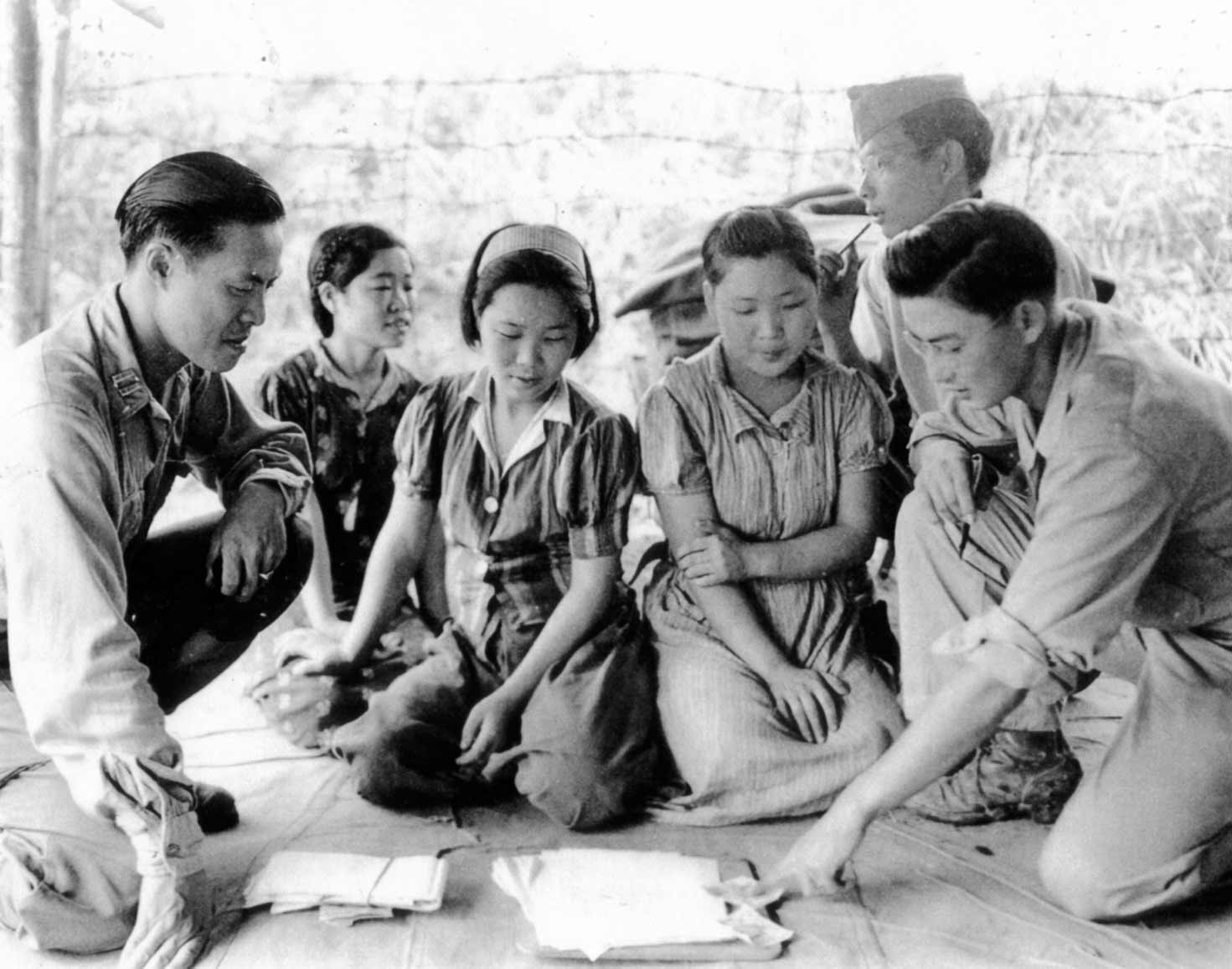
ビルマのミッチーナでアメリカ軍に捕らえられ尋問を受ける慰安婦。
（1944年8月14日）

1944年に米軍がビルマで捕虜にした慰安所経営者夫婦と朝鮮人慰安婦20名に対する聞き取りをもとに作成した報告書には、慰安婦の前借金（前払い金）や月々の売上げ、娯楽、将兵たちとの交流や結婚、健康管理についての情報が記されている。報告書には、慰安婦の裕福な生活を伝える一方、経営者による搾取や、募集人から慰安婦業について正確な情報を与えられていなかったことも記されている。

## 連合国（進駐軍・ソ連軍）と慰安婦

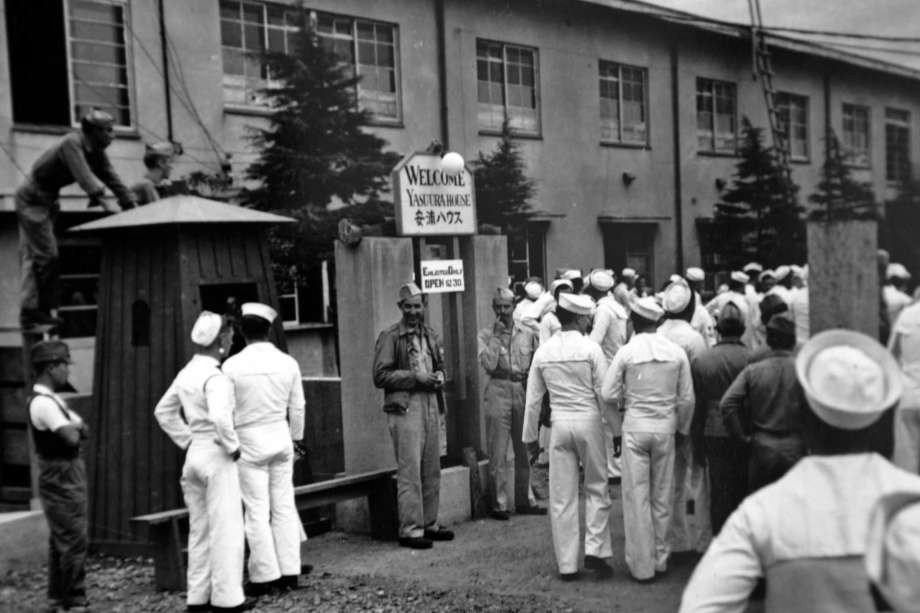
横須賀市安浦に設置した慰安所に群がる連合国軍将兵

対日戦争に勝利した連合国の軍隊が日本の旧支配地域に進駐すると、治安の維持の為に慰安所が設置され、日本人女性が慰安婦として連合国の将兵の相手をした。

### アメリカ軍
警視庁は、占領軍の性対策について、1945年8月15日の敗戦直後から検討した。日本政府は、一般婦女を守るために連合国軍（進駐軍）兵士専用の慰安所の設営を企画し、8月18日には、内務省警保局長による「外国軍駐屯地に於る慰安施設について」の通達が出された。米軍の佐官級の兵士が、丸の内警察署に女性を要求することもあった。
8月22日に東京都に特殊慰安施設協会が設置され、その他の地域でも慰安所、施設の設置が進められたが、横須賀や横浜などでは、上陸した進駐軍による強姦事件が多発した。
GHQは、東京都に対し特殊慰安施設協会以外にも女性の提供を要求し、都の担当者は、将校、白人兵士、黒人兵士用の仕分けの相談にも応じた。GHQの命令により性病予防規則が制定され、週一回の強制検診も実施された。
慰安所は大阪府、秋田、岩手、山形、静岡、愛知、兵庫、広島県や横浜市などにも設置された。
米軍は公式に慰安婦を伴うことが出来ない為に、RAAが進駐軍による性暴力を防いだと日本側の関係者は述べている:29。しかし、GHQの報道管制により、事件が表沙汰にならなかっただけだとする見方もある。（「占領期日本における強姦」参照）

#### 特殊慰安施設協会(RAA)
東京を中心に営業した進駐軍の為の慰安施設。（詳細は「特殊慰安施設協会」を参照）

#### 朝鮮戦争
朝鮮戦争が始まると、日本人慰安婦も在日米軍基地周辺や朝鮮半島へ連れて行かれた。（「韓国軍慰安婦」「在韓米軍慰安婦問題」も参照）

### ソ連軍
朝鮮の端川で母や未亡人らが終戦後のソ連軍による強姦や暴行から娘らを無事に先に逃すために邦人男性に託して自らは慰安婦人会を作って残留すると語ったという話、また「戦勝国民化」した朝鮮人が反旗を翻し海州市では男性官公吏は強制労働をさせられ女性は慰安隊にさせられているといった話が、戦後間もない国会で引揚者から語られている。
日本領となっていた満州や朝鮮半島に進軍してきたソ連兵が強姦行為を各地で繰り返していた為、通化市では一定の女性を慰安婦として用意し彼女らを相手とすることでソ連軍の了解を取り付けたという話や、開拓団においては大古洞開拓団（三江省 通河県）ではソ連軍の要請を受け2名の志願者が慰安婦として提供されたという話 、その他にも女性が慰安婦として提供された黒川開拓団や郡上村開拓団の例がある。(「引揚者#ソ連軍占領下地域」「強姦の歴史#戦時の強姦」も参照）

## 元慰安婦への支援

### 女性のためのアジア平和国民基金（アジア女性基金）
1994年8月31日、日本の村山富市首相が談話で慰安婦問題にふれ、政府と国民が協力して解決にあたることを推進。1995年7月18日、「アジア女性基金」への拠金を呼びかけ、政府が4.8億、民間募金5.65億に加え基金の財産より500万を加え5.7億を償い金として、更に5年で8.3億円の政府資金で医療福祉支援事業を実施。
橋本龍太郎首相（当時）および小渕恵三、森喜朗、小泉純一郎歴代首相の連名の「お詫びの手紙」とともに、「償い金」として一人当たり200万円を支給。
「医療福祉支援金」は、当時の物価水準を検討して、韓国と台湾について一人当たり300万、フィリピンについて120万、また別方式でオランダに300万。
インドネシア では同国政府の方針により「高齢者社会福祉推進」事業に政府資金により3.7億を支援した。
日本政府は、アジア女性基金設立から解散までの間に約48億円の資金を拠出した。

### フィリピン

#### 支援組織
- 慰安婦のためのタスクフォース(TFFCW 1992.7発足[161])
- リラ・フィリピーナ（Lila Pilipina　1994〜 ガブリエラの下部組織）
- ガブリエラ、フィリピン女性全国同盟　（GABRIELA 1984〜[162]、ガブリエラ女性党（GWP）の支持母体）

#### 元慰安婦向け居住施設　ロラズ・ハウス
日本の市民組織の支援による施設。非政府系NGO「リラフィリピーナ」（フィリピンの慰安婦被害者の会）が運営。「ロラ」とはフィリピン語で「おばあさん」の意味で、施設はフィリピン人元「従軍慰安婦」と彼女らを支援する市民たちの活動拠点である。日本の女性組織によるロラズハウス基金を通して施設が購入された。

居住者の証言集「Lolas'House」(Curbstone Books、2017)の作家、フィリピン系アメリカ人のマリア・エヴェリーナ・ガラン（英語: M. Evelina Galang）は、FRIEND OF LOLAS を通して元慰安婦への支援を行なっている。

## 慰安婦の博物館
日本軍の慰安婦をテーマにした資料館や博物館。日本の「女たちの戦争と平和資料館」をはじめ、中国の「中国『慰安婦』歴史博物館」・「南京利済巷慰安所旧址陳列館」、韓国の「戦争と女性の人権博物館」、台湾の「阿マの家 平和と女性人権館」などが存在する。

### ナヌムの家

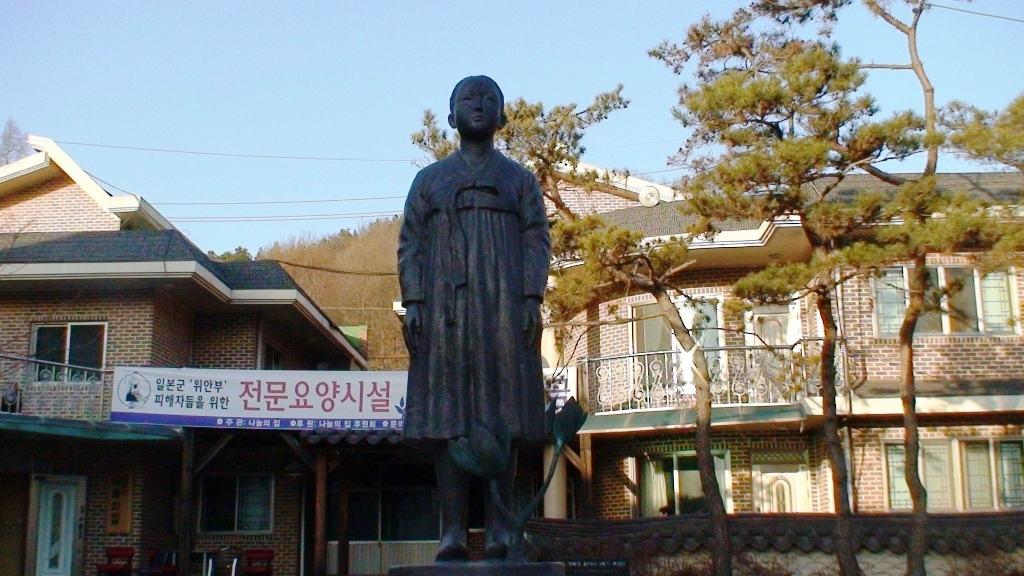
ナヌムの家

韓国 京畿道 広州市にある元日本軍の慰安婦であったとする韓国人女性数名と、韓国と日本の若者を中心としたボランティアスタッフが共同生活を送っている民間施設。ナヌムとは朝鮮語で「分かち合い」、ナヌメチプで「分かち合いの家」の意。日本軍｢慰安婦｣歴史館が併設されている。

## 日本軍の慰安婦を中心に描いた作品
日本軍の慰安婦が登場したり、日本軍の慰安婦をテーマにした映画・ドラマ・ドキュメンタリー作品。